# Microdon abstrusus
Microdon abstrusus är en tvåvingeart som beskrevs av Thompson 1981. Microdon abstrusus ingår i släktet myrblomflugor, och familjen blomflugor. Inga underarter finns listade i Catalogue of Life.